# John Curry
John Anthony Curry, OBE (Birmingham, Inglaterra, 9 de setembro de 1949 – Stratford-upon-Avon, Inglaterra, 15 de abril de 1994) foi um patinador artístico britânico. Ele foi campeão olímpico em 1976, e campeão mundial em 1976.

## Principais resultados
| Resultados                                            | Resultados    | Resultados      | Resultados    | Resultados      | Resultados        | Resultados        | Resultados      | Resultados    | Resultados    | Resultados    | Resultados    | Resultados    |
| Internacional                                         | Internacional | Internacional   | Internacional | Internacional   | Internacional     | Internacional     | Internacional   | Internacional | Internacional | Internacional | Internacional | Internacional |
| Evento/Temporada                                      | 1969– 1970    | 1970– 1971      | 1971– 1972    | 1972– 1973      | 1973– 1974        | 1974– 1975        | 1975– 1976      |               |               |               |               |               |
| ----------------------------------------------------- | ------------- | --------------- | ------------- | --------------- | ----------------- | ----------------- | --------------- | ------------- | ------------- | ------------- | ------------- | ------------- |
| Jogos Olímpicos                                       |               |                 | 11.º          |                 |                   |                   | Medalha de ouro |               |               |               |               |               |
| Campeonato Mundial                                    |               | 14.º            | 9.º           | 4.º             | 7.º               | Medalha de bronze | Medalha de ouro |               |               |               |               |               |
| Campeonato Europeu                                    | 12.º          | 7.º             | 5.º           | 4.º             | Medalha de bronze | Medalha de prata  | Medalha de ouro |               |               |               |               |               |
| Grand Prix St. Gervais                                |               | Medalha de ouro |               |                 |                   |                   |                 |               |               |               |               |               |
| Nacional                                              |               |                 |               |                 |                   |                   |                 |               |               |               |               |               |
| Campeonato Britânico                                  |               | Medalha de ouro |               | Medalha de ouro | Medalha de ouro   | Medalha de ouro   | Medalha de ouro |               |               |               |               |               |
|                                                       |               |                 |               |                 |                   |                   |                 |               |               |               |               |               |
| Legenda: Competição não foi disputada nesta temporada |               |                 |               |                 |                   |                   |                 |               |               |               |               |               |